# Alekszandrovszki önkormányzati járás

Az Alekszandrovszki önkormányzati járás a Permi határterületen

Az Alekszandrovszki önkormányzati járás (oroszul Александровский район) Oroszország egyik járása a Permi határterületen. Székhelye Alekszandrovszk.

## Népesség
- 1989-ben 36 989 lakosa volt.
- 2002-ben 31 108 lakosa volt, melynek 91,2%-a orosz, 2,8%-a tatár, 1,4%-a ukrán nemzetiségű.
- 2010-ben 31 477 lakosa volt, melyből 28 025 orosz, 690 tatár, 251 ukrán, 210 komi, 196 német, 184 udmurt, 129 fehérorosz stb.